# Heinz Psotta
Heinz Psotta (* 26. August 1888 in Neunkirchen (Saar); † 17. August 1945) war ein deutscher Bergbeamter und Bergbaumanager.

## Leben
Heinz Psotta war der Sohn eines Prokuristen des Unternehmens Gebrüder Stumm in Neunkirchen. Nach dem Abitur an einem Realgymnasium studierte er das Bergfach. 1908 wurde er Mitglied des Corps Suevia Freiburg. Nach Abschluss des Studiums schlug er die preußische Berglaufbahn in Kaliwerken an der Werra und im Südharz ein. Er schied aus dem Staatsdienst aus und wurde Bergwerksdirektor und stellvertretendes Vorstandsmitglied der Kaliwerke Aschersleben AG. Als Bergwerksdirektor hatte er seinen Lebensmittelpunkt im Werra-Fulda-Kalirevier und war Bergwerksdirektor des heute noch als Teil des K+S Verbundbergwerks Werra betriebenen Bergwerks Hattorf bei Philippsthal (Werra).
Heinz Psotta war mit Anneliese, geb. Wiest, verheiratet und war Vater von zwei Kindern.

## Schriften
- Die Entwicklung der Kaliindustrie im Staßfurter Bezirk und ihr heutiger Stand unter besonderer Berücksichtigung der Entstehung und Entwicklung des Kalisyndikats, 1928